# Estatut de la Reina Anna

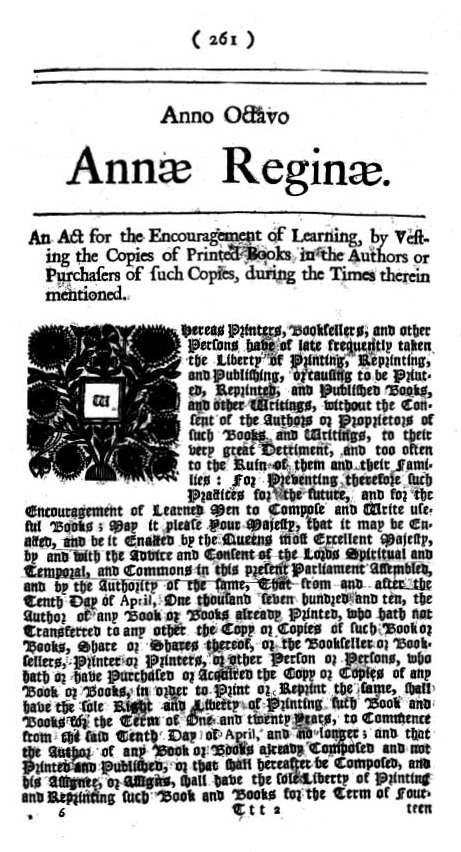
L'Estatut de la Reina Anna va entrar en vigència en 1710

L'Estatut de la Reina Anna, promulgat el 10 d'abril de 1710, constitueix un antecedent històric de gran importància en l'àmbit dels drets de propietat intel·lectual. Va ser la primera norma legal que va reconèixer el que es coneix en el dret anglosaxó com a copyright. Aquesta normativa va ser enfocada a corregir els problemes existents en aquest moment entorn de la reproducció i venda d'obres literàries. La mateixa li reconeix a l'autor el seu dret de propietat.
El que es pretenia era eliminar els monopolis que s'havien creat i brindar-li a l'autor el reconeixement com a titular de la seva obra i, per tant, dels drets que d'ella deriven, entre aquests, el d'autoritzar la reproducció de la seva obra i poder escollir l'editor que les realitze. Es buscava d'igual forma el fomentar les arts literàries i artístiques però sempre buscant que fóra l'autor el que tingués la llibertat de reproducció i difusió de les seves obres.

## Antecedents
L'Edat Mitjana va ser una etapa històrica que es va veure caracteritzada per la ignorància de la població que es va veure traduïda en un estancament dels àmbits acadèmics i culturals. En aquesta època, la venda i distribució de les obres literàries tenien moltes limitacions a causa de la dificultat de reproduir diversos exemplars alhora, d'una manera àgil que permetera una venda que al seu torn registri ingressos considerables punt per als autors de les obres com per als amos de les editorials de llibres.
No va ser sinó fins a l'aparició de la impremta quan aquest procés va anar millorant i va ser possible la comercialització de llibres a un nombre més gran de la població. A partir d'aquest moment es va començar a qüestionar sobre els drets que tenien els editors sobre l'explotació de les obres, que pràcticament constituïen monopolis. Els drets d'aquests impressors provenien d'un privilegi que li concedia l'autoritat governativa, era el seu privilegi d'imprimir i vendre llibres de manera exclusiva.

## Drets que es desprenen de l'Estatut de la Reina Anna
Per corregir els problemes sobre els drets de l'explotació de llibres, es va promulgar l'Estatut d'Anna en el qual es va determinar que els autors de les obres literàries tenen el dret per explotar la seva obra i, per tant, escollir l'editorial amb la qual volien treballar.

## Termini de protecció
El que es pretenia era eliminar els monopolis dels editors, però són ells mateixos els qui proposen tenir un termini de protecció de 14 anys, lapse prorrogable per altres 14 anys si és que l'autor encara es trobava amb vida. L'altra opció que tenia l'autor era que transcorreguts els 14 anys podia escollir a un altre editor.
D'altra banda, les obres impreses anteriorment a l'expedició de l'Estatut, gaudeixen d'un termini de protecció únic de 21 anys, a partir de la data d'aprovació.